# Plutonism
Plutonism är en geologisk term för magmatiska förlopp som sker långt ner i jordskorpan i form av intrusioner samt magmors kemisk-fysikaliska inverkan på sidobergarter.
Plutonism kallas även en teori från slutet av 1700-talet, vilken gick ut på att alla bergarter uppkommit direkt ur bergartssmältor. Den stod i motsatsförhållande till neptunismen.
Plutonism kan jämföras med vulkanism som är magmatiska förlopp vid jordytan.